# سبخة أم السميم
سبخة أم السَّمِيم: تقع على الحدود بين المملكة وسلطنة عُمان، وتقع في ولاية عبري بمحافظة الظاهرة من عمان. وتعد سبخة «أم السميم» أكبر السبخات الداخلية في الجزيرة العربية ويبلغ طولها نحو 100 كم. وتعتبر خطره جدا ولايمكن عبورها الا من طريق محدده، وبها رمال متحركة أو أرض رخوة غير ثابتة، تكونت نتيجة تجمع مياة الأودية الآتية من جبال الحجر، وقد كتب عنه الكثيرون من الرحالة الإنجليز الذين زاروا أطرافه، ومنهم: الرحالة فون ريد (1843م) الذي وصف الجزء الجنوبي الشرقي من الربع الخالي، وتحدث عن سبخة أم السميم والرمال المتحركة المحيطة بها وسماها «البحر الصافي».